# Veritas RS
La Veritas RS è stata un'auto sportiva della Veritas su base della BMW 328 che corse anche in Formula Uno.

## Storia
Nel 1949 vennero ultimati i lavori per la sportiva da gara basata sulla BMW 328, col motore portato a 125 CV (su alcuni esemplari la potenza massima arrivò anche a 135 CV). Il 1949 fu però anche l'anno in cui venne lanciata la Veritas Komet coupé, una versione stradale della RS. Ed inoltre, sempre nel 1949, la Veritas fu nuovamente trasferita, questa volta a Muggensturm, dove abbandonò il 2 litri BMW della 328 per utilizzare invece un motore sempre da 2 litri (per la precisione, 1998 cm³), ma realizzato dalla Heinkel. Si ebbero 200 ordinazioni per le Veritas motorizzate, ma una pessima gestione finanziaria dell'azienda portò nel 1950 alla chiusura della produzione automobilistica di serie.

## Risultati in Formula 1
| Anno | Scuderia        | Motore     | Gomme | Pilota          | 1 | 2 | 3 | 4 | 5 | 6   | 7   | 8 | 9 | 0 punti |
| 1952 | Privato Veritas | Veritas S6 | ?     |                 |   |   |   |   |   |     |     |   |   | 0 punti |
| 1952 | Privato Veritas | Veritas S6 | ?     | Fritz Riess     |   |   |   |   |   | 7   |     |   |   | 0 punti |
| 1952 | Privato Veritas | Veritas S6 | ?     | Theo Helfrich   |   |   |   |   |   | Rit |     |   |   | 0 punti |
| 1952 | Privato Veritas | Veritas S6 | ?     | Josef Peters    |   |   |   |   |   | Rit |     |   |   | 0 punti |
| 1953 | Privato Veritas | Veritas S6 | ?     |                 |   |   |   |   |   |     |     |   |   | 0 punti |
| 1953 | Privato Veritas | Veritas S6 | ?     | Theo Helfrich   |   |   |   |   |   |     | 12  |   |   | 0 punti |
| 1953 | Privato Veritas | Veritas S6 | ?     | Wolfgang Seidel |   |   |   |   |   |     | 16  |   |   | 0 punti |
| 1953 | Privato Veritas | Veritas S6 | ?     | Oswald Karch    |   |   |   |   |   |     | Rit |   |   | 0 punti |
| 1953 | Privato Veritas | Veritas S6 | ?     | Erwin Bauer     |   |   |   |   |   |     | Rit |   |   | 0 punti |